# Chính sách thị thực của Tunisia
Du khách đến Tunisia phải xin thị thực từ một trong những phái bộ ngoại giao Tunisia trừ khi họ đến từ một trong những quốc gia được miễn thị thực.

## Bản đồ chính sách thị thực

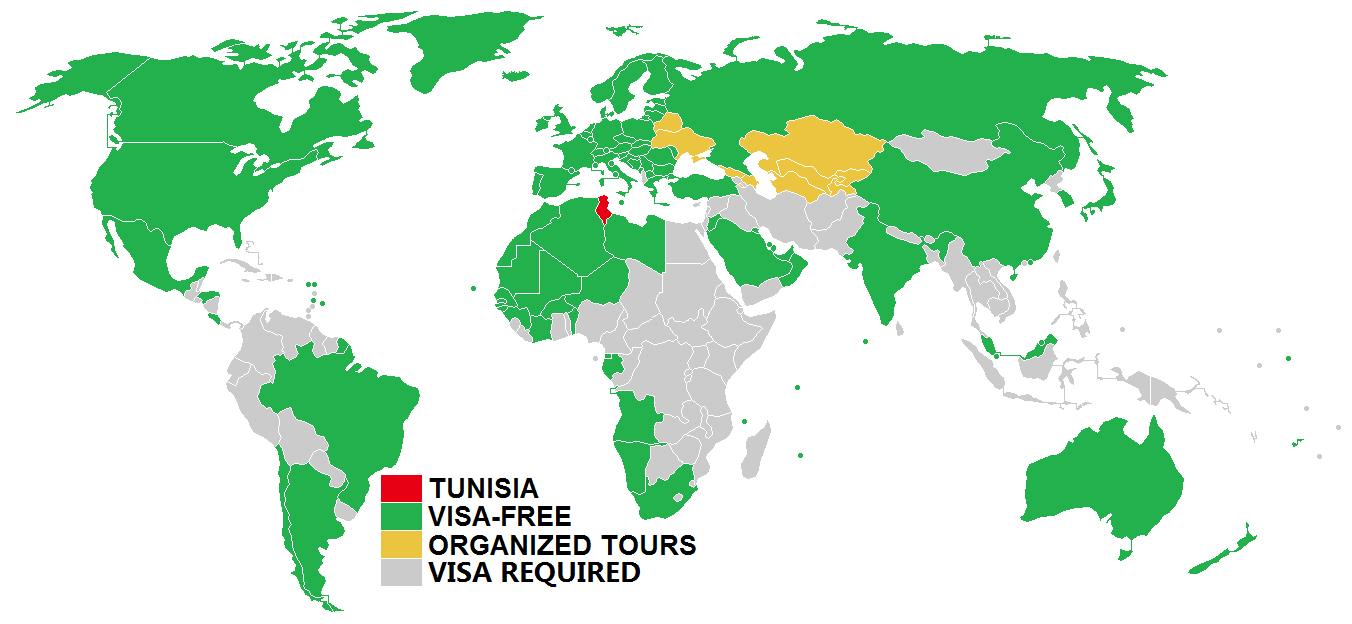
Chính sách thị thực Tunisia
Tunisia
Miễn thị thực
Tour có tổ chức
Phải xin thị thực

## Miễn thị thực
Công dân của 96 quốc gia và vùng lãnh thổ sau có thể đến Tunisia mà không cần thị thực lên đến 90 ngày. Công dân của Canada, Đức và Hoa Kỳ có thể đến đây mà không cần thị thực lên đến 4 tháng, của Bulgaria 2 tháng và của Hy Lạp là 1 tháng:
| - Tất cả công dân Liên minh Châu Âu (trừ Síp) \| - Algeria - Andorra - Angola - Antigua và Barbuda - Argentina - Australia - Bahrain - Barbados - Benin - Bosna và Hercegovina - Brazil - Brunei - Burkina Faso - Canada - Cape Verde - Chile - Trung Quốc[5] - Comoros - Costa Rica - Bờ Biển Ngà - Guinea Xích Đạo - Fiji - Gabon \| - Gambia - Guinea - Guinea-Bissau - Hồng Kông - Honduras - Iceland - Nhật Bản - Jordan - Kiribati - Hàn Quốc - Kuwait - Libya - Liechtenstein - Macedonia - Malaysia - Maldives - Mali - Mauritania - Mauritius - Mexico - Moldova - Monaco - Montenegro \| - Maroc - Namibia - New Zealand - Nga - Niger - Na Uy - Oman - Qatar - Saint Kitts và Nevis - Saint Lucia - San Marino - Ả Rập Xê Út - Senegal - Serbia - Seychelles - Singapore - Nam Phi - Thụy Sĩ - Thổ Nhĩ Kỳ - Các Tiểu vương quốc Ả Rập Thống nhất - Hoa Kỳ - Thành Vatican \| | | |
| - Algeria - Andorra - Angola - Antigua và Barbuda - Argentina - Australia - Bahrain - Barbados - Benin - Bosna và Hercegovina - Brazil - Brunei - Burkina Faso - Canada - Cape Verde - Chile - Trung Quốc - Comoros - Costa Rica - Bờ Biển Ngà - Guinea Xích Đạo - Fiji - Gabon | - Gambia - Guinea - Guinea-Bissau - Hồng Kông - Honduras - Iceland - Nhật Bản - Jordan - Kiribati - Hàn Quốc - Kuwait - Libya - Liechtenstein - Macedonia - Malaysia - Maldives - Mali - Mauritania - Mauritius - Mexico - Moldova - Monaco - Montenegro | - Maroc - Namibia - New Zealand - Nga - Niger - Na Uy - Oman - Qatar - Saint Kitts và Nevis - Saint Lucia - San Marino - Ả Rập Xê Út - Senegal - Serbia - Seychelles - Singapore - Nam Phi - Thụy Sĩ - Thổ Nhĩ Kỳ - Các Tiểu vương quốc Ả Rập Thống nhất - Hoa Kỳ - Thành Vatican |

Công dân của Áo, Bỉ, Pháp, Đức, Ý, Luxembourg, Hà Lan, Bồ Đào Nha, Tây Ban Nha, Thụy Điển và Thụy Sĩ có thể đến bằng thẻ căn cước nếu có đặt khách sạn và đi theo tour.
| Ngày hủy bỏ thị thực |
| --- |
| Danh sách này không đầy đủ, bạn cũng có thể giúp mở rộng danh sách. - 1956: Nhật Bản - 1 tháng 1 năm 1996: Argentina - 1 tháng 12 năm 2014: Nga - 15 tháng 12 năm 2017: Benin |

Người sở hữu hộ chiếu ngoại giao hoặc công vụ của Trung Quốc, Ai Cập, Ấn Độ, Indonesia, Philippines và Ukraina; hộ chiếu công vụ của Thái Lan; hộ chiếu ngoại giao của Cuba, Cộng hòa Séc, Iran, Pakistan, Singapore, Syria và Việt Nam không cần thị thực.
Tháng 9 năm 2017 Tunisia ký thỏa thuận bãi bỏ thị thực với hộ chiếu phổ thông của Albania nhưng chưa được thông qua.
Hành khách với giấy phép cư trú cấp bởi các quốc gia thành viên GCC có thể xin thị thực tại cửa khẩu ở lại tối đa 15 ngày. Giấy phép cư trú phải có hiệu lực ít nhất 6 tháng kể từ ngày nhập cảnh và hành khách đó phải chứng minh đã đặt khách sạn và có đủ tài chính.

## Tour được tổ chức
Công dân của 8 nước sau có thể đến Tunisia mà không xin thị thực nếu đi theo tour được tổ chức và có chứng nhận khách sạn.
| - Azerbaijan - Belarus - Gruzia - Ấn Độ - Kazakhstan - Kyrgyzstan | - Macao - Tajikistan - Turkmenistan - Ukraina - Uzbekistan |  |

## Thị thực điện tử
Tunisia dự tính đưa ra thị thực điện tử vào cuối năm 2017 hoặc đầu năm 2018.